# Pyramides (métro de Paris)
Pour les articles homonymes, voir Pyramide (homonymie).
Pyramides est une station des lignes 7 et 14 du métro de Paris, située dans le 1er arrondissement de Paris.

## Situation
La station est implantée sous l'avenue de l'Opéra, entre l'opéra Garnier et le théâtre de la Comédie-Française, les quais étant établis : 
- sur la ligne 7, selon l'axe de l'avenue précitée, approximativement orienté nord-sud, entre les stations Opéra et Palais-Royal - Musée du Louvre ;
- sur la ligne 14, plus en profondeur sous la ligne 7 et orientés selon un axe nord-ouest/sud-est, entre les stations Madeleine et Châtelet.

## Histoire
La station est ouverte le 1er juillet 1916 avec la mise en service du premier prolongement de la ligne 7 vers le sud, depuis Opéra jusqu'à Palais-Royal (aujourd'hui Palais-Royal - Musée du Louvre).
Elle doit sa dénomination à sa proximité avec la rue des Pyramides, laquelle fait référence à la bataille des Pyramides qui vit la victoire de l’armée d’Orient commandée par le général Bonaparte sur les mamelouks de Mourad Bey, pendant la campagne d'Égypte en 1798.
Du fait de la pénurie de carreaux de faïence liée à la Première Guerre mondiale, la station est provisoirement dotée d'un simple revêtement en maçonnerie à son ouverture. Elle reçoit ensuite une décoration dans le style d'entre-deux-guerres de la CMP, caractérisée par ses cadres publicitaires en faïence de couleur miel à motifs végétaux et le nom de la station incorporé dans la céramique des piédroits sur les quais, le tout complété du traditionnel carrelage blanc biseauté.
Le 15 octobre 1998, la station de la ligne 14 est ouverte à son tour avec l'inauguration du premier tronçon de cette dernière entre Madeleine et Bibliothèque François-Mitterrand. À cette occasion, une nouvelle salle de correspondance est aménagée côté sud, au-dessus des voies de la ligne 7, tandis que les quais et couloirs existants sont rénovés avec le remplacement des faïences biseautées d'origine par du carrelage blanc plat, rompant ainsi avec la décoration typique de l'entre-deux-guerres.

### Fréquentation
En 2019, 6 069 724 voyageurs sont entrés à cette station ce qui la place à la 59e position des stations de métro pour sa fréquentation.
En 2020, avec la crise du Covid-19, 3 048 580 voyageurs sont entrés dans cette station ce qui la place à la 55e position des stations de métro pour sa fréquentation.
En 2021, la fréquentation remonte progressivement, avec 3 962 698 voyageurs qui sont entrés dans cette station ce qui la place à la 56e position des stations de métro pour sa fréquentation.

## Services aux voyageurs

### Accès
- Accès no 1 « avenue de l'Opéra », un escalier (côté pair : 14 avenue de l'Opéra) et un ascenseur (côté impair : vers 9-11 avenue de l'Opéra);
- Accès no 2 « rue de l'Échelle », un escalier et un ascenseur ;
- Accès no 3 « rue des Pyramides », un escalier.

Accès à la station
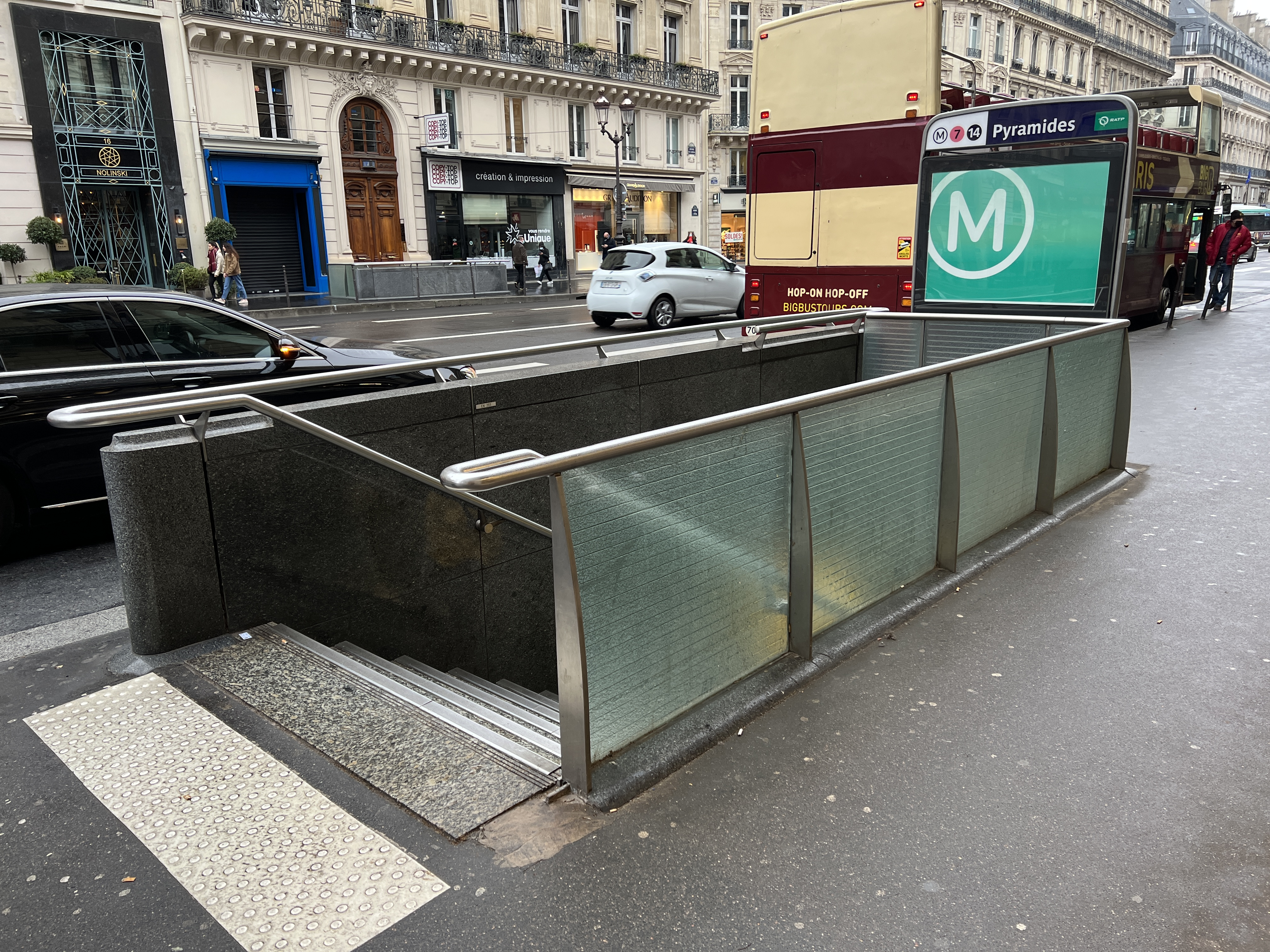
L'accès no 1 « Avenue de l'Opéra ».
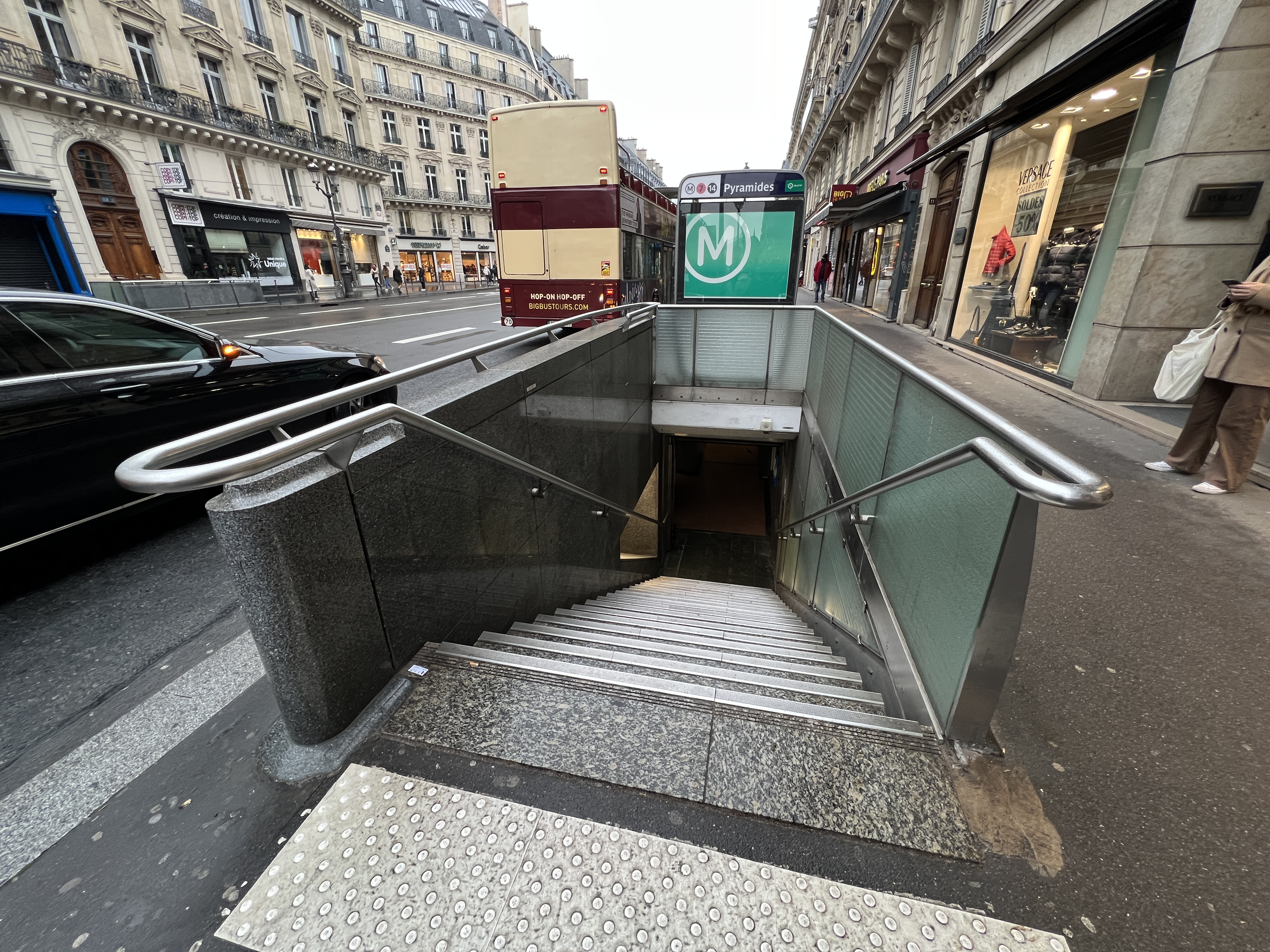
L'accès no 2 « Rue de l'Échelle ».
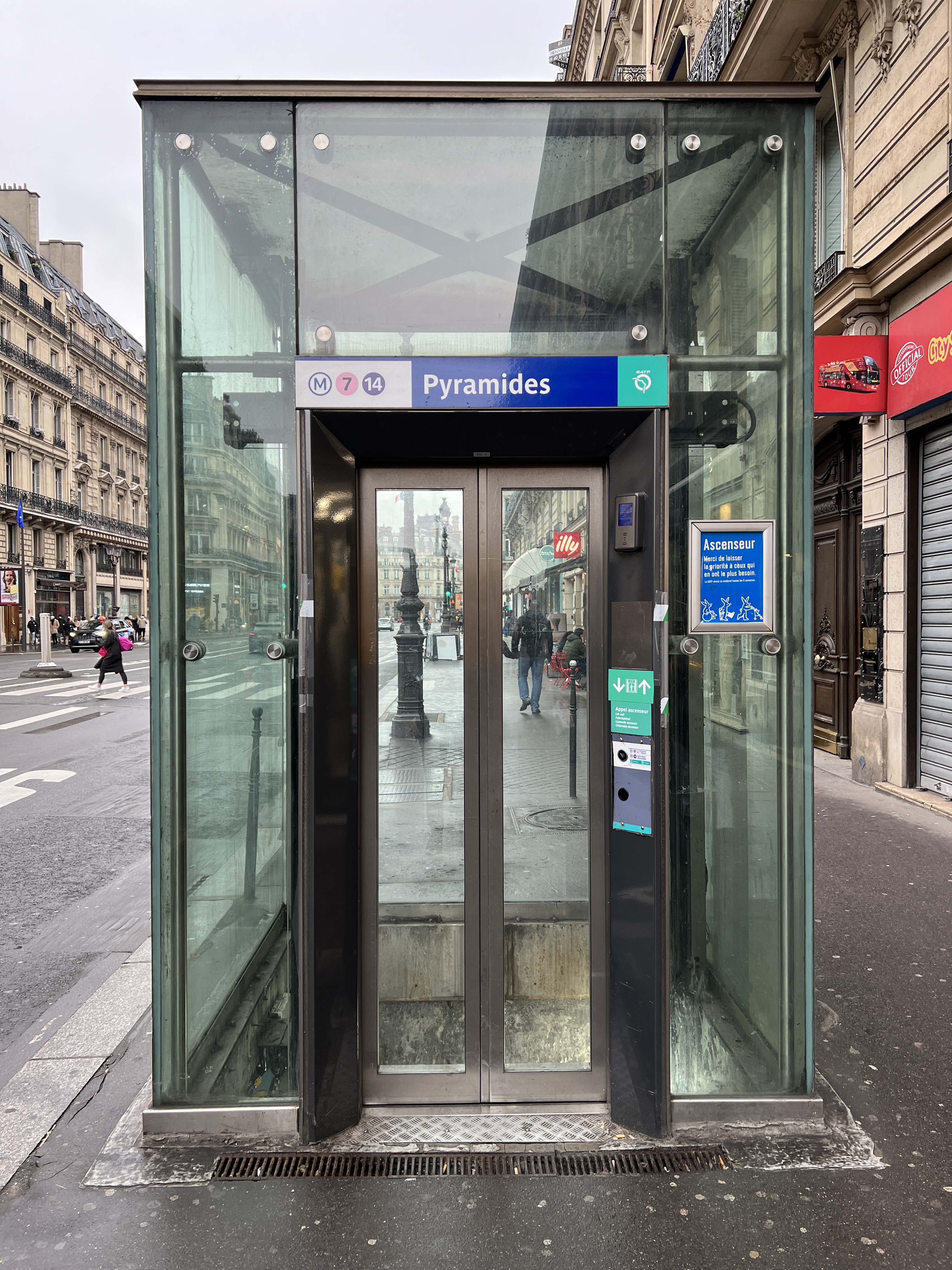
Ascenseur de l'accès no 2.
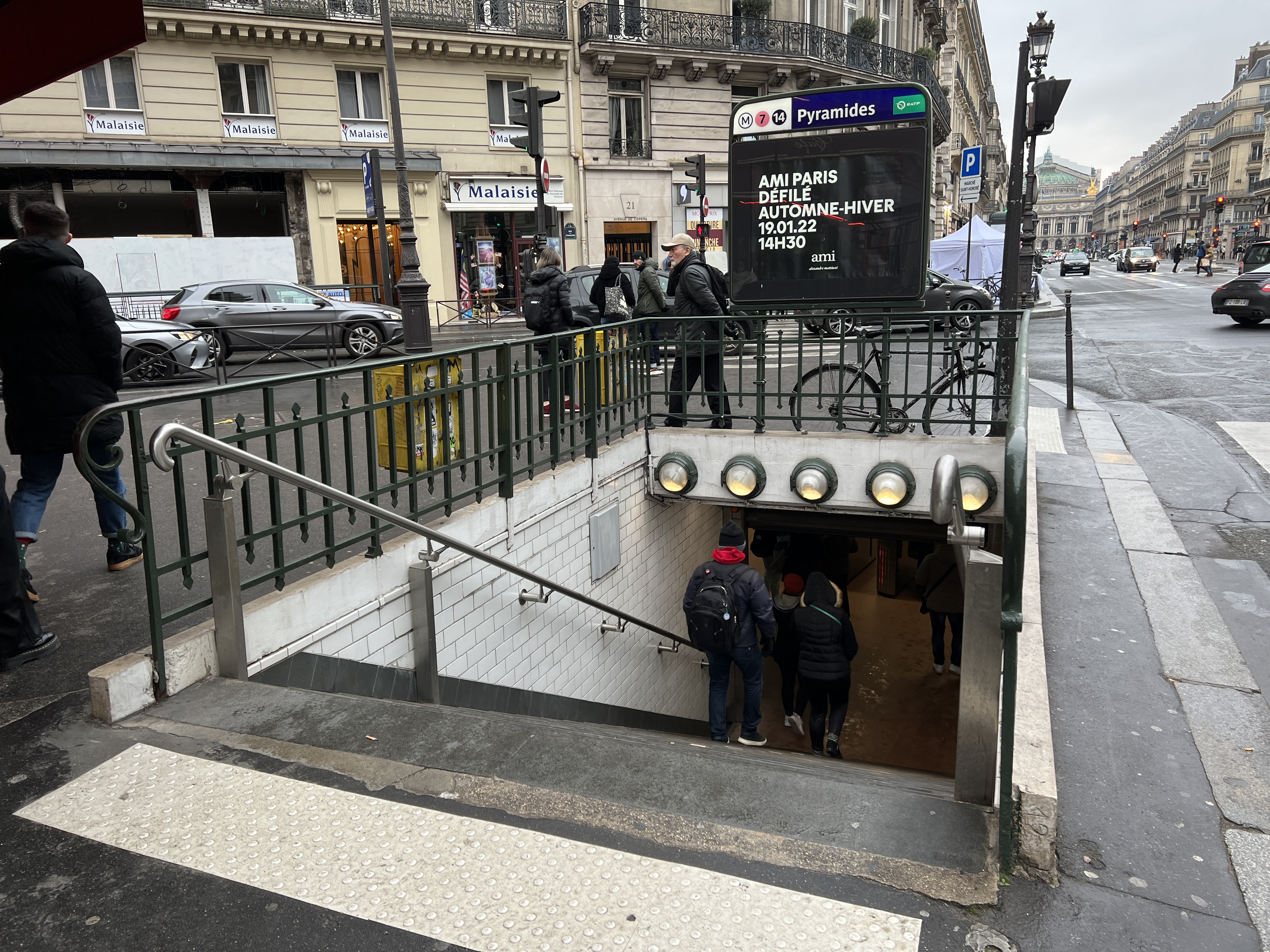
L'accès no 3 « Rue des Pyramides ».

### Quais
Les quais de la ligne 7 sont de configuration standard : au nombre de deux, ils sont séparés par les voies situées au centre, et la voûte est elliptique. Précédemment équipés de bancs constitués de lattes, ils disposent désormais de sièges Akiko de couleur bordeaux. L'éclairage est assuré par deux bandeaux-tubes. La voûte est recouverte de carrelage blanc plat et les cadres publicitaires sont constitués de céramique blanche cylindrique du type « Ouï-dire ». Le nom de la station est inscrit sur des plaques émaillées en police de caractères Parisine.
Les quais de la ligne 14 sont également de configuration standard. Les aménagements sont ceux spécifiques à cette ligne. La voûte est équipée d'une œuvre de l'artiste français Jacques Tissinier créée en même temps que la station : Tissignalisation no 14. Il s'agit d'une installation mettant en œuvre un millier de disques encastrés en acier émaillé coloré. Chaque disque mesure 16 cm de diamètre et représente une feuille de papyrus stylisée colorée en rouge, blanc, bleu et orange. La même œuvre est présente à la station Madeleine de la même ligne.

### Intermodalité
La station est desservie par les lignes 21, 27, 68 et 95 du réseau de bus RATP.

Galerie de photographies
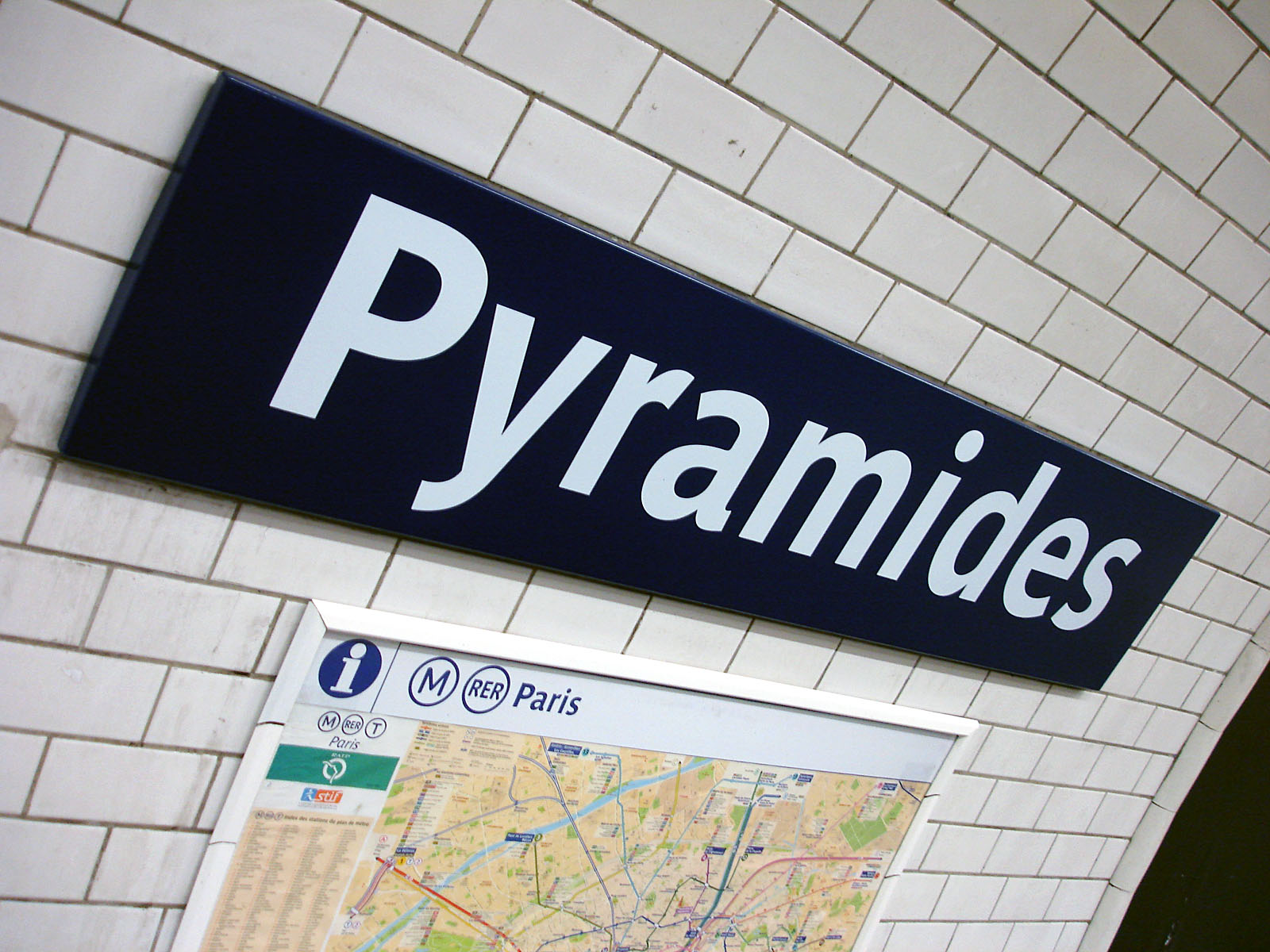
Détail de la plaque de la station sur la ligne 7.
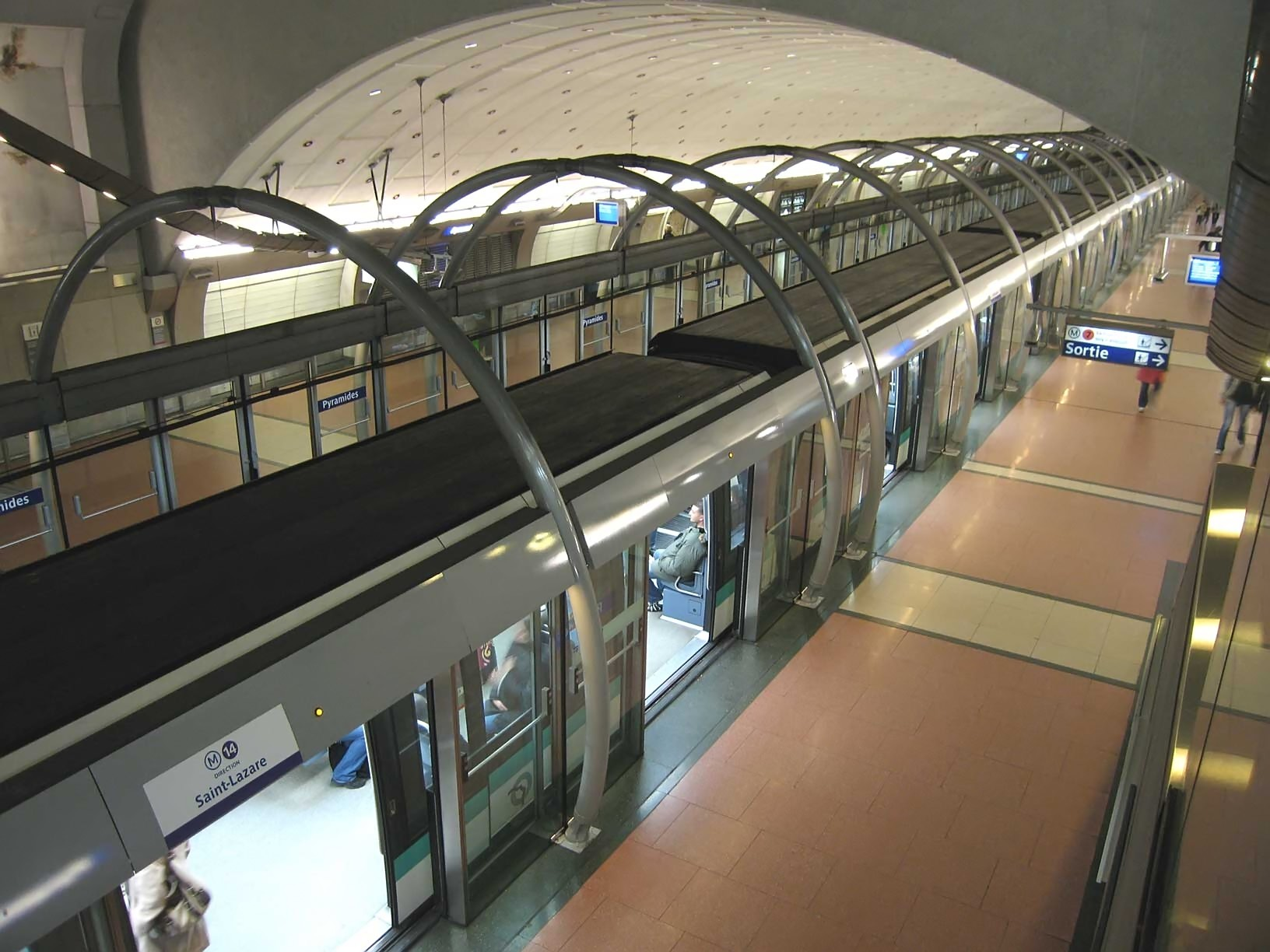
La station de la ligne 14.
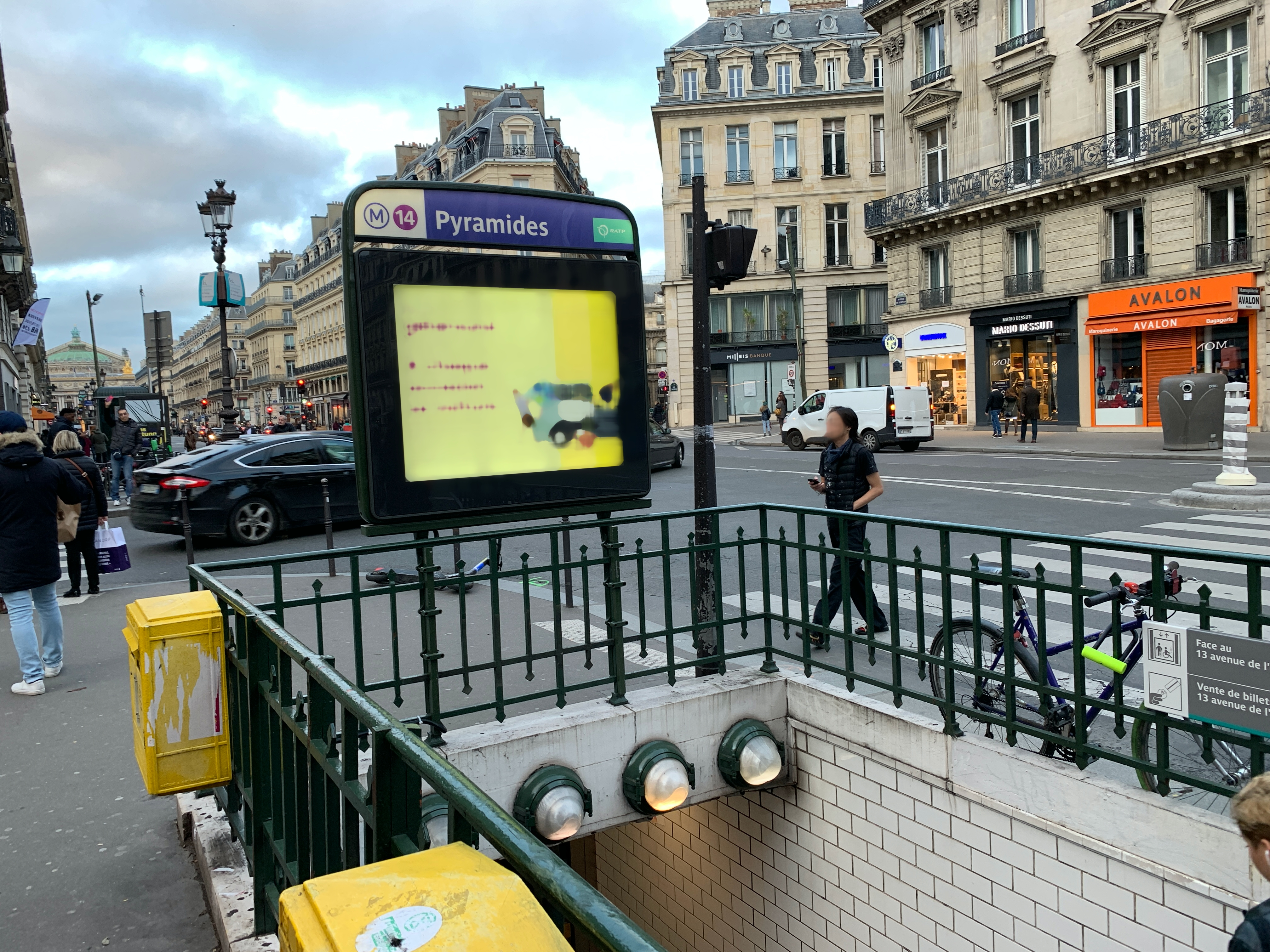
Entrée de la station, avenue de l'Opéra